# Lord of the Treasury
Im Vereinigten Königreich gibt es mindestens sechs Lords of the Treasury (Lords des Schatzamtes), die gleichzeitig im Amt sind. Diese Ämter bilden die Commission of the Lords of the Treasury und dienen traditionell als (Regierungs-)Kommission für den Lord High Treasurer. Die Kommission besteht aus dem First Lord of the Treasury, dem Second Lord of the Treasury und vier nachgeordneten Lords, die in der Regel in dieses Amt eingesetzt werden.
Genaugenommen sind sie Beauftragte zur Ausübung des Amtes des Lord High Treasurers (vergleichbar mit dem Status der Lords Commissioners of the Admiralty, welche das Kommando über die Royal Navy des Vereinigten Königreiches bis 1964 ausübten). Das Amt der Lords of the Treasury besteht seit dem Rücktritt von Charles Talbot, 1. Duke of Shrewsbury, als Lord High Treasurer.
Die meisten wirtschaftlichen Entscheidungen in und für Großbritannien bzw. England für die Zeit vor dem Act of Union von 1707 wurden von dieser Kommission bis ins 19. Jahrhundert getroffen. Im Laufe des 19. Jahrhunderts wurden die Ämter dieser Kommission immer mehr zu 'sine cure'-Funktionen, d. h. zu Ämtern, mit denen zwar Einkünfte aber keine Amtspflichten verbunden sind. Der Erste Lord (First Lord of the Treasury) diente ausnahmslos auch als Premierminister des Vereinigten Königreichs, der Zweite Lord (Second Lord of the Treasury) als Schatzkanzler, während die nachgeordneten Lords als Assistenten, sogenannte Whips im Parlament dienen.

## Amtsinhaber
| Portfolio                   | Name                               | Ernennung |
| --------------------------- | ---------------------------------- | --------- |
| First Lord of the Treasury  | The Rt Hon. Rishi Sunak, MP        |           |
| Second Lord of the Treasury | The Rt Hon. Jeremy Hunt, MP        |           |
| Junior Lords                | The Rt Hon. Sir David Ennenett, MP |           |
| Junior Lords                | Amanda Solloway, MP                |           |
| Junior Lords                | Sarah Dines, MP                    |           |
| Junior Lords                | Adam Holloway, MP                  |           |
| Junior Lords                | Nigel Huddleston, MP               |           |
| Junior Lords                |                                    |           |